# AEW Revolution
AEW Revolution – cykl corocznych gal profesjonalnego wrestlingu produkowanych przez federację All Elite Wrestling i nadawanych na żywo w systemie pay-per-view. Jest również uważany za jeden z "wielkiej czwórki" PPV dla AEW, wraz z Double or Nothing, All Out i Full Gear.

## Produkcja
Każda gala AEW Revolution oferuje walki profesjonalnego wrestlingu z udziałem wrestlerów należących do federacji All Elite Wrestling. Oskryptowane rywalizacje (storyline’y) kreowane są podczas cotygodniowych gal Dynamite, Rampage, Dark i AEW Dark: Elevation. Wrestlerzy są przedstawieni jako heele (negatywni, źli zawodnicy i najczęściej wrogowie publiki) i face’owie (pozytywni, dobrzy i najczęściej ulubieńcy publiki), którzy rywalizują pomiędzy sobą w seriach walk mających budować napięcie. Kulminacją rywalizacji jest walka wrestlerska lub ich seria.
Inauguracyjna gala Revolution odbyła się 29 lutego 2020 roku w Wintrust Arena w Chicago w stanie Illinois. To wydarzenie w 2020 roku było również czwartym pay-per-view (PPV) wyprodukowanym przez All Elite Wrestling (AEW), który właśnie powstał w styczniu 2019 roku. Prezes i Chief Executive Officer AEW, Tony Khan, określił Revolution jako jeden z "wielkiej czwórki" gal PPV, ich cztery największe gale tego roku produkowane kwartalnie, wraz z Double or Nothing, All Out i Full Gear.

## Lista gal
| Gala              | Data                | Lokalizacja                   | Arena                    | Walka wieczoru | Przypis |
| ----------------- | ------------------- | ----------------------------- | ------------------------ | --- | ------- |
| Revolution (2020) | 29 lutego 2020(dts) | Chicago, Illinois             | Wintrust Arena           | Chris Jericho (c) vs. Jon Moxley Singles match o AEW World Championship                                                                   | [ 5 ]   |
| Revolution (2021) | 7 marca 2021(dts)   | Jacksonville, Floryda         | Daily’s Place            | Kenny Omega (c) vs. Jon Moxley Exploding Barbed Wire Deathmatch o AEW World Championship                                                  | [ 6 ]   |
| Revolution (2022) | 6 marca 2022(dts)   | Orlando, Floryda              | Addition Financial Arena | "Hangman" Adam Page (c) vs. Adam Cole Singles match o AEW World Championship                                                              | [ 7 ]   |
| Revolution (2023) | 5 marca 2022(dts)   | San Francisco, Kalifornia     | Chase Center             | MJF (c) vs. Bryan Danielson 60-minutowy Iron Man match o AEW World Championship                                                           | [ 8 ]   |
| Revolution (2024) | 3 marca 2024(dts)   | Greensboro, Karolina Północna | Greensboro Coliseum      | Sting i Darby Allin (c) vs. The Young Bucks (Matthew Jackson i Nicholas Jackson) Tornado tag team match o AEW World Tag Team Championship | [ 9 ]   |
| Revolution (2025) | 9 marca 2025(dts)   | Los Angeles, Kalifornia       | Crypto.com Arena         | Jon Moxley (c) vs. Cope vs. Christian Cage Three-way match o AEW World Championship                                                       | [ 10 ]  |